# World Customs Journal
Das World Customs Journal ist eine Zeitschrift im Bereich des Zolls und Rechts des Grenzübergangs, die von der Weltzollorganisation (WCO) herausgegeben wird. 

## Das Journal
Das Journal ist ein peer-reviewed Journal für Beiträge von Forschenden zum Thema Zoll.

### Geschichte
Sie wurde auf der zweiten PICARD Conference der Weltzollorganisation (WCO) im März 2007 ins Lebens gerufen. Sie hat den Zweck den akademischen Austausch im Bereich des Zolls zu stärken und Forschenden eine Möglichkeit zur Publikation zu geben. Bei diesem Beginn war auch der damalige stellvertretende Generalsekretär der WCO, Kunio Mikuriya zugegen, der diesen Schritt für dieses Thema als bedeutend würdigte. Ein Memorandum of Understanding zwischen INCU und WCO wurde 2009 unterzeichnet.

### Publikation
Die Zeitschrift wird vom Centre for Customs and Excise Studies (CCES) der Charles-Sturt-Universität von Australien und dem Institute of Customs and International Trade Law (ICTL) an der Universität Münster publiziert. Dies wird unterstützt vom International Network of Customs Universities (INCU) und der Weltzollorganisation.
Die Zeitschrift wird zweimal im Jahr elektronisch publiziert.

### Herausgeber
Die Zeitschrift wird von verschiedenen Forschenden herausgegeben. Zu ihnen gehören die Professoren David Widdowson, Hans-Michael Wolffgang, Andrew Grainger, Aydin Aliyev, Enrique Barreira und die Forscher Juha Hintsa, Santiago Ibáñez Marsilla und Rebecca Louise Harcourt. Weiterhin sind Herausgeber die Weltzollorganisation und die INCU.